# Amblyseius huapingensis
Amblyseius huapingensis är en spindeldjursart som beskrevs av Wu och Li 1985. Amblyseius huapingensis ingår i släktet Amblyseius och familjen Phytoseiidae. Inga underarter finns listade i Catalogue of Life.